# Juliette de Causans
Juliette de Vincens de Causans, dite Juliette de Causans (/ʒy.ljɛt də ko.zɑ̃/), née Malo le 21 décembre 1981, est une femme politique française. Elle est militante dans les Ardennes du parti politique La République en marche depuis sa fondation par Emmanuel Macron, avant de rejoindre en 2021 l'Union des centristes et des écologistes. En août 2023, elle fonde le parti Europe Égalité Écologie !, dont elle prend la présidence.
Juliette de Causans se présente plusieurs fois à des élections françaises, sans succès. En mars 2023, elle et deux autres candidates de son parti attirent l'attention des médias : elles sont accusées d'avoir excessivement retouché des tracts électoraux, mais elle réfute l'accusation. Lors des élections suivantes en 2023 et 2024, elle assume cette fois les retouches sur sa nouvelle affiche par l’IA générative, à des fins promotionnelles.

## Biographie

### Formation et vie professionnelle
Juliette de Causans déclare être fille et petite-fille de diplomates français, elle a beaucoup voyagé pour ses études. Elle est titulaire d’un master en droit fiscal de l'université Panthéon-Sorbonne, et diplômée de HEC (cependant introuvable dans la liste des Alumni), en Lettres à la Sorbonne et en droit du numérique à l'université de Reims Champagne-Ardenne.
En 2019, Juliette de Causans est consultante en droit bancaire et financier dans un cabinet d’audit. En septembre 2023, elle est professeure de français dans un lycée de Reims.

### Engagement associatif
Juliette de Causans est coprésidente d'Eurocratia, groupe de réflexion europhile, ainsi que cofondatrice et secrétaire de « Nous sommes leurs voix », association féministe de défense des droits des femmes et présidente d’« Égalité Ensemble ! ». 

### Engagement politique

#### Premiers engagements
En juillet 2021, elle perd une seconde fois les élections pour intégrer le bureau exécutif de La République en marche (LREM), parti dont elle est militante depuis les débuts. Déçue du macronisme, elle quitte le mouvement en raison d'« un manque de dialogue social et de concertation ».
Juliette de Causans est candidate aux élections législatives de juin 2022 dans les Ardennes, où elle récolte 4,28 % des voix, pour l'Union des centristes et des écologistes (UCE), tout en étant chargée d'organiser les candidatures de ce parti dans les circonscriptions dédiées aux Français de l'étranger. Elle quitte l'UCE quelques mois plus tard pour protester contre le non-remboursement des frais avancés par certains candidats du parti lors des législatives, dans un contexte de lutte de pouvoir interne.

#### Présidente d'Europe Égalité Écologie!
En avril 2023, elle est ensuite candidate aux élections législatives partielles des Français de l'étranger sous les couleurs du parti « Europe Égalité Écologie ! » . Elle est la fondatrice et la présidente de ce parti, issu du mouvement « Égalité Ensemble ! », autrefois affilié à LREM. Avec Tatiana Boteva Malo et Samira Herbal, elle est accusée d'avoir retouché ses photos sur des tracts électoraux, son visage étant différent sur les affiches pour les élections. Face aux critiques et aux moqueries, Juliette de Causans affirme que la photo est ancienne et n'est pas « photoshopée »,,.
En septembre 2023, elle est tête de la liste écologiste Ensemble, ayons des projets d’avenir ! pour les élections sénatoriales dans la Marne. La liste reçoit 1,79% des votes, soit 28 voix. Elle utilise cette fois encore une photo de campagne qui fait polémique. Elle reconnaît l’usage de l'intelligence artificielle pour faire connaître sa liste et son programme.
En avril 2024, Juliette de Causans est candidate sur la liste d'Écologie au centre pour les élections européennes françaises. Elle assume avoir retouché sa nouvelle photo avec l'aide de l'intelligence artificielle, afin de « faire connaître notre liste, notre projet »,. Sa poitrine fait réagir et elle pose plainte après que plusieurs deepfakes dénudés aient commencé à circuler,,.  En juin 2024, pour rembourser ses frais de campagne s'élevant à 2 300 000 €, elle prend la décision de vendre ses photos retouchées à 7 500 € l'unité.
Après avoir été de nouveau candidate lors des élections législatives de 2024, le 10 juillet 2024, Juliette de Causans lance un recours devant le Conseil constitutionnel, demandant l’annulation des résultats dans la 1re circonscription des Ardennes, affirmant une fraude électorale de la part de Christian Charvet, pseudonyme de Hugues Sion, banni en 2017 du Front National, renommé depuis Rassemblement national. Il s'est fait passer pour le candidat du parti à la place de Flavien Termet, et a recueilli 9% des voix. Le 30 septembre 2024, le recours est jugé recevable par le Conseil constitutionnel, enclenchant une procédure d'auditions de Juliette de Causans et de Hugues Sion. Le même jour, Flavien Termet annonce démissionner pour raisons de santé. Cela déclenche la tenue d'élections législatives partielles au cours de la XVIIe législature dans les Ardennes. Juliette de Causans annonce sa candidature sous l'étiquette France Ensemble ! et son intention de siéger dans LIOT, le groupe parlementaire présidé par Charles de Courson. Elle assume avoir retouché son visage sur la nouvelle affiche électorale, mais les modifications cosmétiques sont moins marquées.

### Vie personnelle
Dans sa vingtaine, Juliette Malo épouse Jacques, comte de Vincens de Causans et prestidigitateur, et sont parents de deux enfants,.
En 2006, le couple découvre que la famille possède le château de Thugny-Trugny. Après plusieurs transactions successorales, le couple en devient propriétaire en 2007. Le château est en très mauvais état ; entre 2007 et 2019, 600 m2 sont rénovés pour un coût d'un peu plus de 250 000 €, dont un quart de cette somme pris sur leurs ressources personnelles, le reste étant financé en organisant des fêtes sur le site.

## Synthèse des résultats électoraux

### Élections législatives
| Année | Parti | Parti                                                  | Circonscription                  | 1er tour | 1er tour | 1er tour |
| Année | Parti | Parti                                                  | Circonscription                  | Voix     | %        | Rang     |
| ----- | ----- | ------------------------------------------------------ | -------------------------------- | -------- | -------- | -------- |
| 2022  |       | UCE                                                    | 1re circonscription des Ardennes | 1 379    | 4,28     | 6e       |
| 2023  | EÉÉ   | 8e circonscription des Français établis hors de France | 1 151                            | 7,37     | 4e       |          |
| 2024  | EÉÉ   | 4e circonscription des Français établis hors de France | 4 318                            | 5,80     | 5e       |          |
| 2024  | EÉÉ   | 1re circonscription des Ardennes                       | 269                              | 1,27     | 7e       |          |

### Élections sénatoriales
| Année | Parti | Parti | 1er tour | 1er tour | 1er tour |
| Année | Parti | Parti | Voix     | %        | Rang     |
| ----- | ----- | ----- | -------- | -------- | -------- |
| 2023  |       | EÉÉ   | 28       | 1,79     | 4e       |